# Каяли (Беласица)
Вижте пояснителната страница за други значения на Каяли.
Каяли (на македонска литературна норма: Кајали) е  бивше село, разположено на територията на община Струмица, Северна Македония.

## География
Селото е било разположено високо в Костуринския проход в Беласица, южно от Мемешли.

## История
През XIX век Каяли е чисто турско село в Дойранската каза на Османската империя. Според статистиката на Васил Кънчов („Македония. Етнография и статистика“) от 1900 година Къяли е населявано от 260 жители, всички турци.
След Междусъюзническата война в 1913 година селото попада в Сърбия. Според Димитър Гаджанов в 1916 година в Каяли живеят 68 турци.

## Личности
Починали в Каяли
- Никола Ив. Антонов, български военен, подпоручик, загинал през Първата световна война[4]